# 毕红珍
毕红珍（1980年—），女性，甘肃省平凉市人，回族，中华人民共和国政治人物、第十一届全国人民代表大会甘肃地区代表。
她是平凉市崆峒区白庙乡白庙村农民。2003年9月，创办农民信息之家和百货小超市。2008年至2013年担任全国人大代表。